# Lego Minions: The Rise of Gru
Lego Minions: The Rise of Gru er en produktlinje produceret af den danske legetøjskoncern LEGO, der blev introduceret i 2020. Temaet er inspireret af filmen af samme navn, som skulle have været udkommet i juli 2020, men som blev udskudt som følge af den coronaviruspandemien; først til juli 2021 og herefter til juli 2022.
De første sæt blev udgivet i marts 2020.
Der er også udgivet to sæt med Minions-tema i BrickHeadz-serien.

## Sæt
- 30387 - Bob Minion with Robot Arms polybag
- 40511 - Minions Kung Fu Training blister pack
- 75546 - Minions in Gru's Lab
- 75547 - Minion Pilot in Training
- 75549 - Unstoppable Bike Chase
- 75550 - Minions Kung Fu Battle
- 75551 - Brick-Built Minions and Their Lair

BrickHeadz
- 40420 - Gru, Stuart and Otto
- 40421 - Belle Bottom, Bob and Kevin